# Ondřej Mrózek
Ondřej Mrózek (* 16. října 2003 Třinec) je český profesionální fotbalista, který hraje na pozici brankáře za český klub MFK Karviná.

## Klubové statistiky
Aktuální k 1. řijnu 2024
| Sezona    | Klub                | Soutěž     | Zápasy |
| --------- | ------------------- | ---------- | ------ |
| 2019/2020 | FK Fotbal Třinec    | Fortuna:NL | 2      |
| 2020/2021 | FC Viktoria Plzeň B | MSFL       | 13     |
| 2021/2022 | FC Viktoria Plzeň B | MSFL       | 9      |
| 2022/2023 | MFK Karviná B       | MSFL       | 6      |
| 2023/2024 | FK Třinec           | MSFL       | 8      |
| 2024/2025 | FK Třinec           | MSFL       | -      |